# کنتورسی ترمه
کُنتورسی تِرمه (به ایتالیایی: Contursi Terme) یک کومونه در ایتالیا است که در استان سالرنو واقع شده‌است. کنتورسی ترمه ۲۸٫۹۰ کیلومتر مربع مساحت و ۳٬۲۸۱ نفر جمعیت دارد و ۲۵۰ متر بالاتر از سطح دریا واقع شده‌است.

## خواهرخوانده
شهر مورو لوکانو خواهرخواندهٔ کنتورسی ترمه هست.